# Голо
Голо (на словенски: Golo) е село в Словения, регион Средна Словения, община Иг. Според Националната статистическа служба на Република Словения през 2015 г. селото има 516 жители.